# Ferrante Ferranti
Pour les articles homonymes, voir Ferranti.
Ferrante Ferranti, architecte de formation, est un photographe français né en Algérie le 13 janvier 1960.

## Biographie
Né en Algérie en 1960 d’une mère sarde et d’un père sicilien, Ferrante Ferranti est l’auteur de plusieurs ouvrages de photographies, souvent consacrés aux civilisations, aux lieux sacrés, aux ruines. Il est diplômé en 1985 à Paris-UP6 avec une étude sur les théâtres et la scénographie à l'époque baroque.
Il a publié de nombreux récits de voyage avec l’écrivain Dominique Fernandez, son compagnon durant quinze ans, avec qui il s’est principalement intéressé au bassin méditerranéen, à l’art baroque et à l’Italie. Il est aussi l’auteur d’ouvrages ayant un rapport à la théorie de la photographie. Il a enseigné la civilisation hispanique à l’Université d’Artois à Arras, animé des ateliers artistiques et des séminaires à Science-Po Paris de 2014 à 2021 et enseigne à l’université catholique de l’Ouest à Angers depuis 2015. Il a été en Résidence au Château d’Ecouen, Musée de la Renaissance, en 2009-2010 en liaison avec des lycéens de Garges-lès-Gonesse et Sarcelles. Il a publié des lectures d’images, dans la collection Folio + de Gallimard, pour Zazie dans le métro (Queneau), Antigone (Sophocle), La Fée carabine (Pennac), Rhinocéros (Ionesco), La symphonie pastorale (Gide). Il a été élu en 2018 membre correspondant de l'académie nationale des sciences, belles lettres et arts de Bordeaux. Depuis 2010, il est photographe du Conservatoire national supérieur de musique et de danse de Paris. 

## Expositions
rétrospective "itinerrances".  Maison européenne de la photographie (2013) et Base sous-marine de Bordeaux, (2015) 
Expositions thématiques :
15 artistes italiens de Paris : Paris (Musée de la SEITA, Centre Georges Pompidou), 1992; Musée de Metz, 1993; Musée de Chambéry, 1994.
La perle et le croissant, l’Europe baroque : Galeries-Photo de la FNAC (France, Belgique, Espagne, Brésil), 1995
Regards sur Mansart : châteaux de Maison-Laffitte, Blois et Balleroy, 1998
Brésil Baroque, entre ciel et terre : Petit Palais, Paris, du 2 novembre 1999 au 6 février 2000
Le bois des missions, sculptures baroques du Paraguay : Sarrebourg, Le Mans et Lyon-Fourvière, de juin 2007 à juin 2008.
Rencontres d’Arles avec Rachid Koraïchi, Arles 2008
Imaginaire des ruines, hommage à Piranèse : Bordeaux (Base sous-marine), Villeneuve sur Lot (Musée de Gajac),  Arles (Chapelle du Méjan), de juin 2008 à octobre 2009.
Mont Athos : Petit Palais à Paris, du 10 avril au 5 juillet 2009
Dieu(x), Modes d’emploi : Petit Palais à Paris, du 23 octobre 2012 au 3 février 2013
Résonances en Bourgogne, cuverie de la Maison Jadot, Beaune, 2013
Encounters, World baroque heritage of the Philippines :National Musuem of the Philippines, 2015
Vierges du monde, Collégiale Notre-Dame d'Uzeste 2016
Les Musées de la Ville de Paris : Grilles de l’Hôtel de Ville,Hôtel de Ville de Paris 2017
Sainte Anne, Sainte Anne d'Auray, 2018
VISAGES(S), plaidoyer pour l’égalité des chances : grilles de l'Hôtel de Ville de Paris2020
Itinérance, sur les pas de Ulysse et Nicolas Bouvier : Instituts français de Ankara, Izmir et Istanbul, 2020 et 2021
Santa Ana, sainte Anne d’ici et là-bas : Parc du sanctuaire de Sainte Anne d’Auray, 2022
autres expositions : Baroques, Sicilitude, Ailes de lumière, Eros solaire, Les Chemins du Nouveau Monde, Mémoires en ruines, Résonances qui ont été proposées à Paris (Galerie Agathe Gaillard, Institut culturel italien), Ambronay, Arles, Bordeaux, Cannes, Menton, Montpellier, Nancy, Nice, Perpignan, Sarrebourg, Saint-Malo, Strasbourg, Tarbes, Toulouse …Mais aussi en Italie, Espagne, Allemagne, Roumanie, Syrie, Inde, Equateur, Colombie et Bolivie, au Portugal, au Salvador, au Brésil et au Mexique, au Japon, à Oslo, Saint-Pétersbourg, Vilnius, Prague, Budapest, Zagreb, Alger, Tunis, Tripoli (Libye), Antigua (Guatemala), Panama, San Jose (Costa Rica), Montevideo …

### Auteur
- Lire la photographie[15], Bréal, 2003
- L’esprit des ruines[16], éditions du Chêne, 2005 (édition espagnole[17], Oceano de Mexico 2007)
- Athos, la Sainte Montagne[18], Desclées de Brouwer, 2015

### Co-auteur
- le musée idéal de Stendhal[19], (avec Dominique Fernandez), Stock 1995
- Le musée idéal de Zola, haines et passions[20], (avec Dominique Fernandez), Stock 1997
- Les Pierres vivantes, l’église revisitée[21], (avec le frère Philippe Markiewicz), Éditions Philippe Rey, 2005

- Pietre Vive[22], (avec le frère Philippe Markiewicz), Edizioni Qiqajon, 2016

### Auteur des photographies
- Le banquet des anges, L’Europe Baroque de Rome à Prague[23] (avec Dominique Fernandez), Plon, 1984
- Le radeau de la Gorgone, promenades en Sicile (avec Dominique Fernandez), Grasset, 1988, réédition Philippe Rey, 2017[24]
- Séville [25](avec Dominique Fernandez), Éditions Stock, 1992
- Prague et la Bohême[26] (avec Dominique Fernandez), Éditions Stock, 1994
- La perle et le croissant, L’Europe Baroque de Naples à Saint-Pétersbourg [27](avec Dominique Fernandez), Plon coll. Terre humaine, 1995
- Palerme et la Sicile[25] (avec Dominique Fernandez), Éditions Stock, 1998
- Rhapsodie roumaine[28] (avec Dominique Fernandez), Grasset, 1998
- Bolivie [29](avec Dominique Fernandez) Editions Stock, 1999
- Le voyage d’Italie, dictionnaire amoureux[30] (avec Dominique Fernandez), Plon, 1999
- Mère Méditerranée[31] (avec Dominique Fernandez), Éditions Grasset, 2000
- Menton [32](avec Dominique Fernandez), Grasset, 2001
- Saint Petersbourg[33] (avec Dominique Fernandez), Editions Stock, 2002
- Syrie [34](avec Dominique Fernandez), Editions Stock, 2002
- Baroques [35](avec Giovanni Careri) Editions Citadelles et Mazenod, 2002
- Saint Petersbourg[36] (avec Andrei Makine) éditions du chêne, 2002
- L’Aleijadinho[37] (avec Patrick Straumann), Editions Chandaigne, 2005
- Sicile [38](avec Dominique Fernandez) Editions Actes Sud-Imprimerie Nationale, 2006
- Mont Athos[39] (avec Jean-Yves Leloup) Editions Philippe Rey, 2007
- Libye[40], (avec Danièle Boone) Editions de Lodi, 2007
- Inde[41], (avec Sashi Taroor) Editions Philippe Rey 2008
- Les Ancêtres liés aux étoiles[42], (avec Rachid Koraichi, Farrouk Mardam-Bey et Mohamed Kacimi El Hassani)  Actes Sud & Editions Barzac, 2008
- L'Imaginaires des ruines[43] (avec Dominique Fernandez) Actes Sud, 2009
- villa Medicis[44] (avec Dominique Fernandez) Éditions Philippe Rey, 2010
- Baroque catalan[45] (avec Dominique Fernandez et Jean-Luc Antoniazzi) éditions Herscher, 2011
- Transsibérien [46](avec Dominique Fernandez), Grasset, 2012
- Rome [47](avec Dominique Fernandez) Éditions Philippe Rey, 2012
- Les empreintes du sacré[48] (avec Olivier Germain-Thomas) Editions de la Martinière, 2012
- Siberies [49](avec Dominique Fernandez) Editions de l'imprimerie nationale, 2013
- Académie française[50] (avec Dominique Fernandez), Éditions Philippe Rey, 2013[51]
- Algérie Antique[52] (avec Dominique Fernandez, Sabah Ferdi et Michel Cristol) Editions Actes sud, 2013
- Itinerrances [53](avec Dominique Fernandez, Elisabeth Foch, Sylvie Germain) Editions Actes sud- Maison Européenne de la photographie, 2013
- Naples [54](avec Dominique Fernandez) Editions Actes Sud-Imprimerie Nationale, 2014
- Méditérranées[55] (avec Dominique Fernandez) Editions de l'imprimerie nationale, 2015
- Chemins d’Espérance[56] (textes choisis par Michael Lonsdale) Editions Philippe Rey, 2015
- Le piéton de Rome[57] (avec Dominique Fernandez), Éditions Philippe Rey, 2015[58]
- Adieu, Palmyre[59],(avec Dominique Fernandez), Éditions Philippe Rey, 2016[60]
- Maitres invisibles,[61] (avec Rachid Koraichi) Actes Sud, 2016
- Florence [62](avec Dominique Fernandez) Éditions Philippe Rey, 2016
- Venise [63](avec Dominique Fernandez) Éditions Philippe Rey, 2018
- Voyage en Turquie antique[64], avec Jacques des Courtils, Sébastien de Courtois et Jean-Claude Golvin (illustration), Éditions Actes Sud, 2019[65]
- La prison du Mechouar (avec Thomas Henriot et Olivier Rachet) Éditions Lord Byron, 2021  (ISBN 978-2-491901-19-6)

### Photographie d'architecture
- L’Orient intérieur, le palais Antaki à Alep  (avec Dominique Fernandez, Myriam Antaki et Michel de Grèce et le photographe Mathieu Ferrier), Editions Philippe Rey, 2008
- Palais Sursock[66] (avec Dominique Fernandez et le photographe Mathieu Ferrier), Editions Philippe Rey, 2010
- Les musées de la Ville de Paris[67], Éditions Paris Musées, 2017
- Le Grand Hotel Dieu de Lyon[68], Editions Libel, 2017
- Cathédrale de Bourges[69], éditions la Nuée Bleue, 2017
- La grâce de Saint-Eustache[70], éditions Place des Victoires, 2019
- Raj Rewal, de l’architecture au paysage culturel[71], Editions Parenthèses, 2020
- Capeyron Blanc[72], Presses universitaires de Bordeaux, 2021
- Vers la Lumière (le Conservatoire National supérieur de Musique et de Danse de Paris)[73] (avec Anne Roubet et Christian de Portzamparc) Editions du conservatoire 2021